# Euphorbia canariensis
Euphorbia canariensis là một loài thực vật có hoa trong họ Đại kích. Loài này được L. mô tả khoa học đầu tiên năm 1753.
Đây là loài bản địa quần đảo Canary. Đây là một loài cây nhỏ, cao từ 3 đến 4 mét. Chúng được tạo thành tứ giác thịt hoặc thân cây ngũ giác trông giống như xương rồng. 

## Hình ảnh

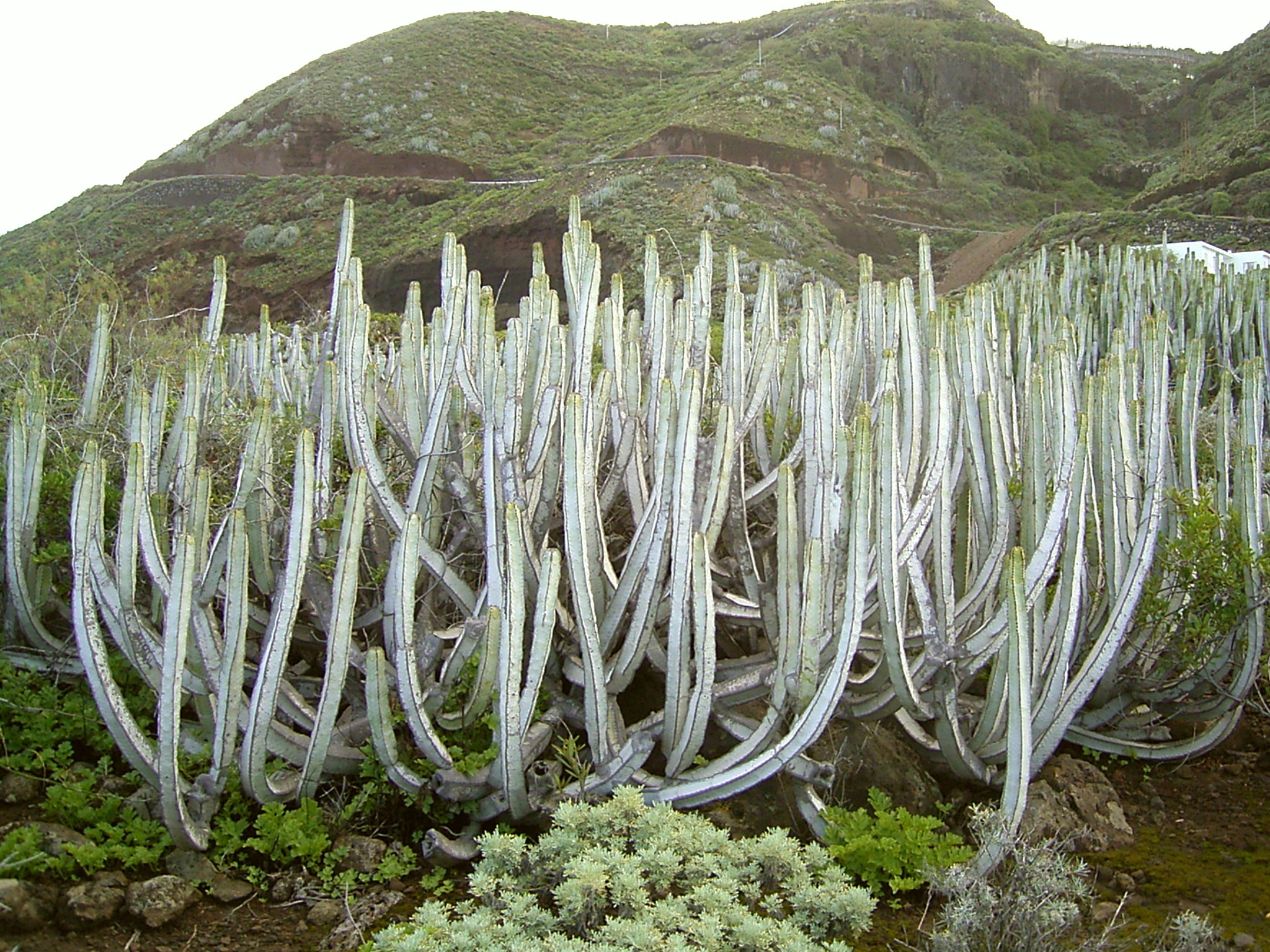
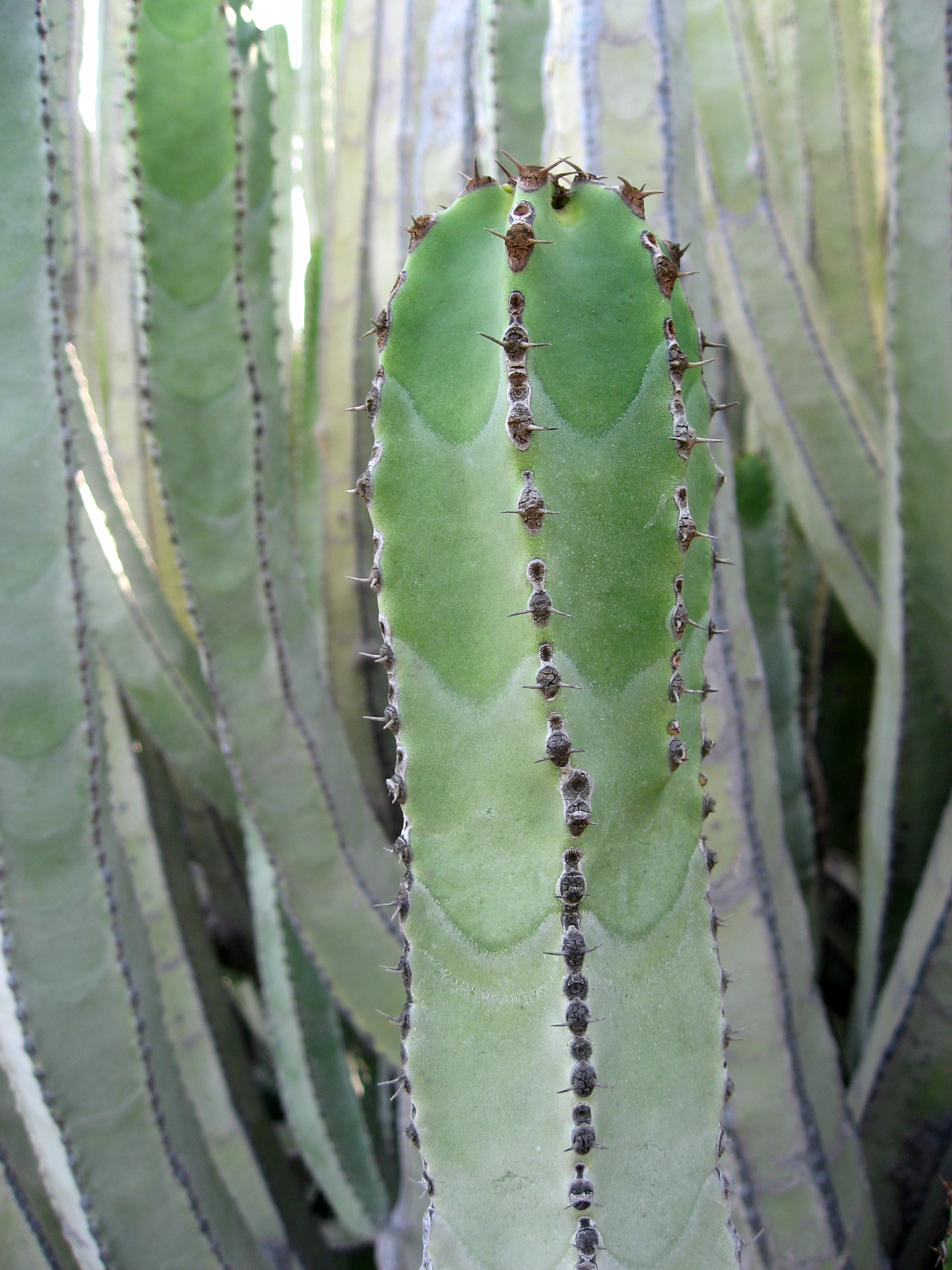
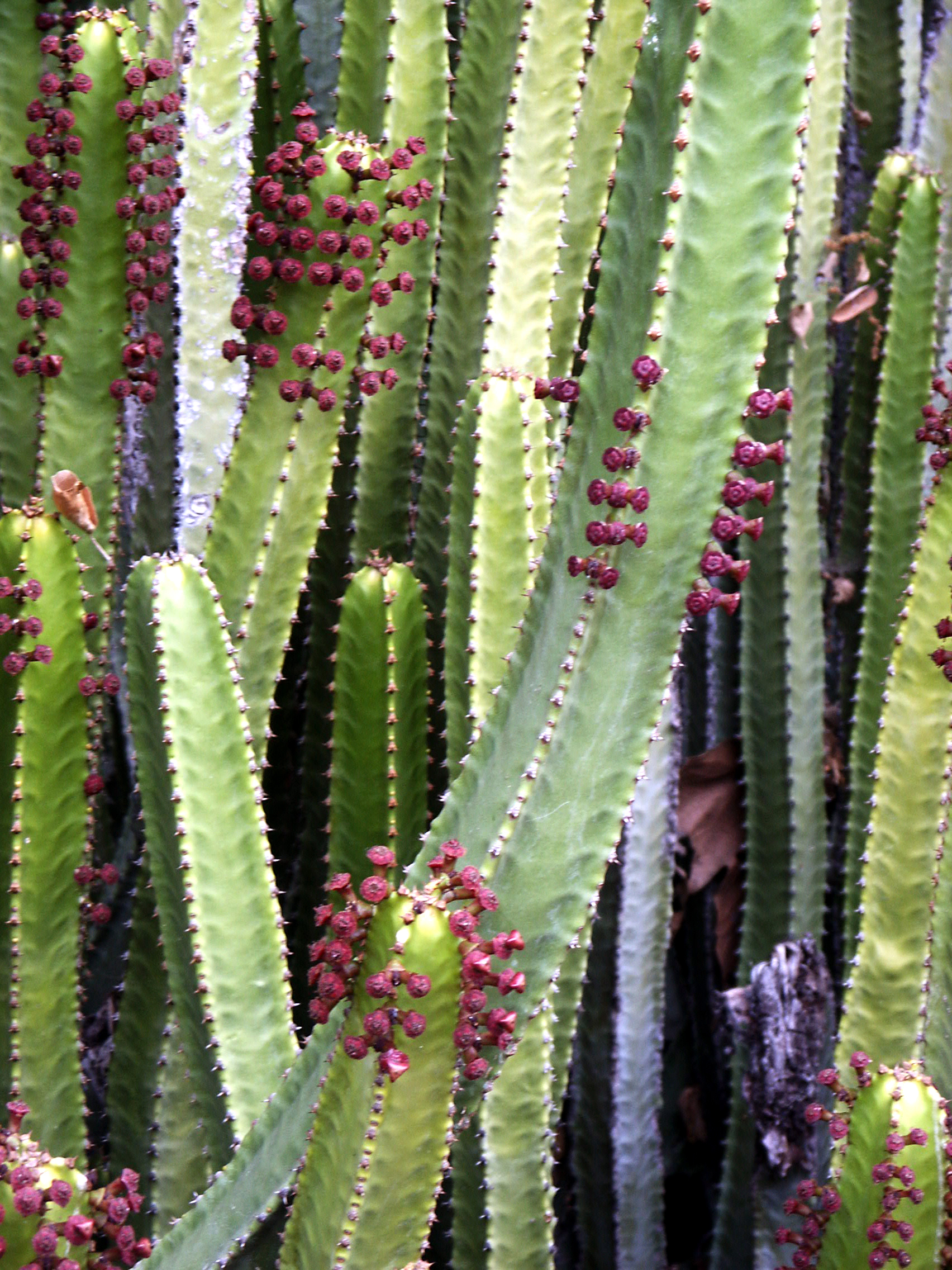
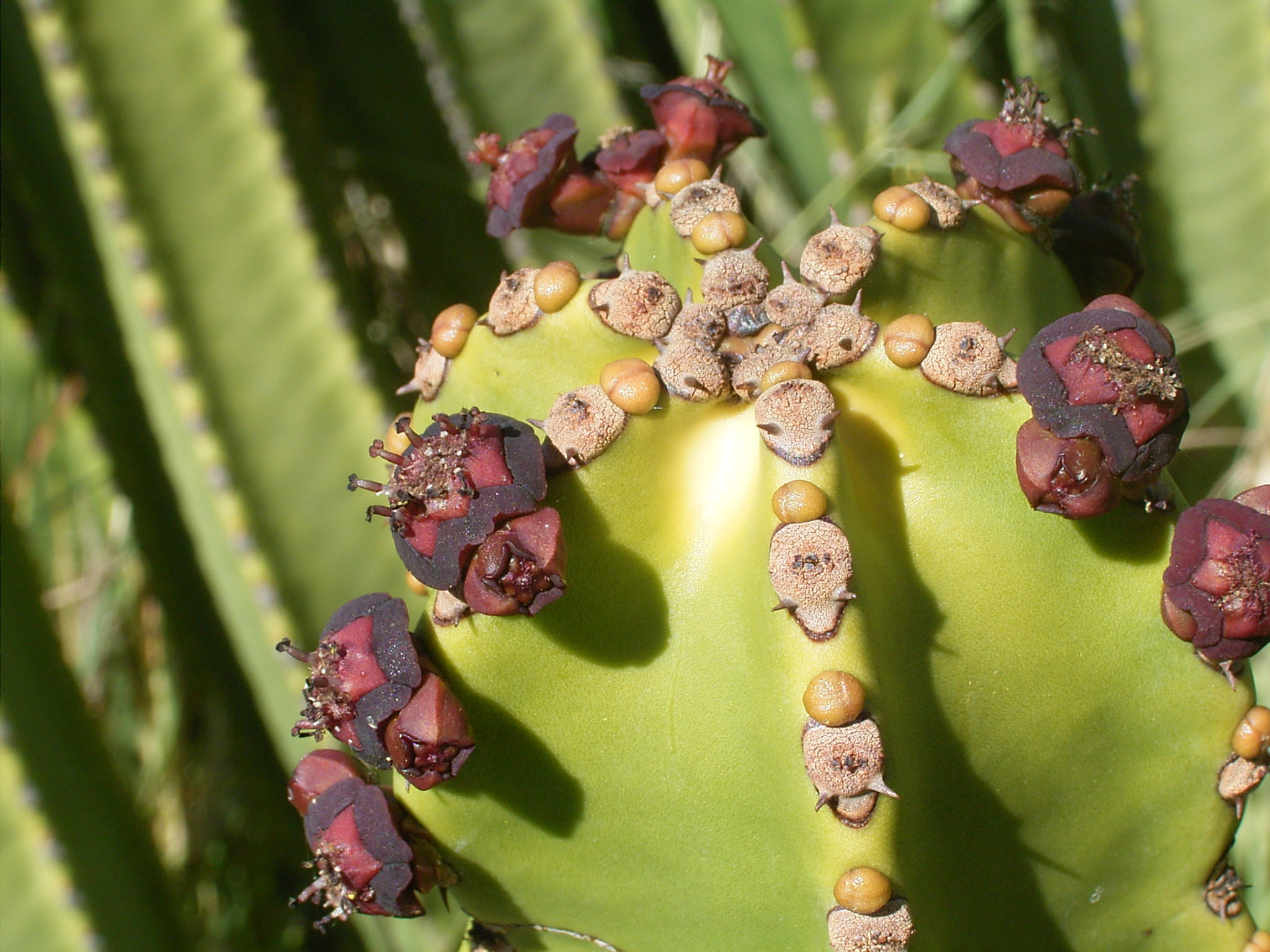